# Kathedralbasilika St. Peter und Paul

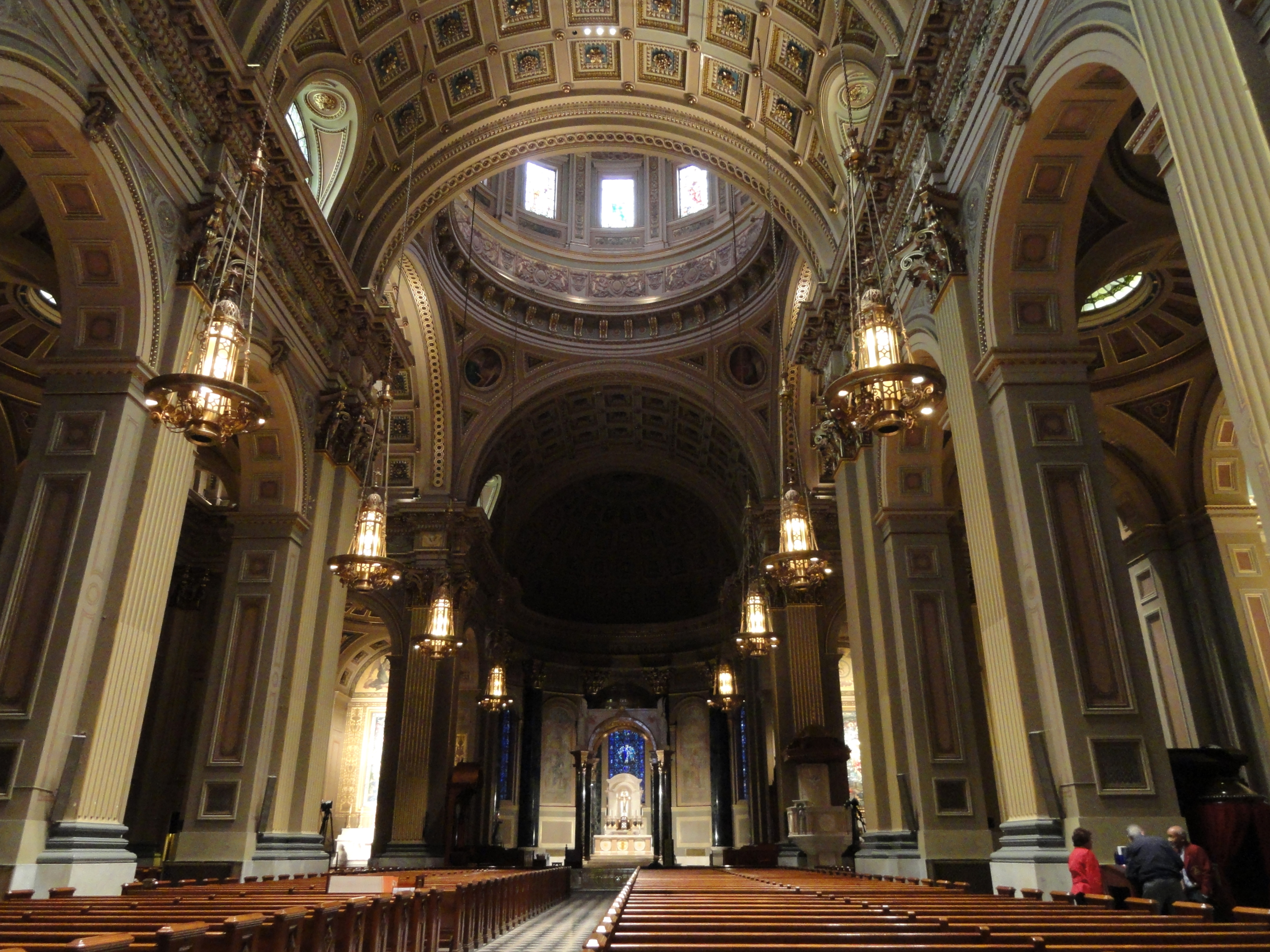
Innenraum mit Kuppel

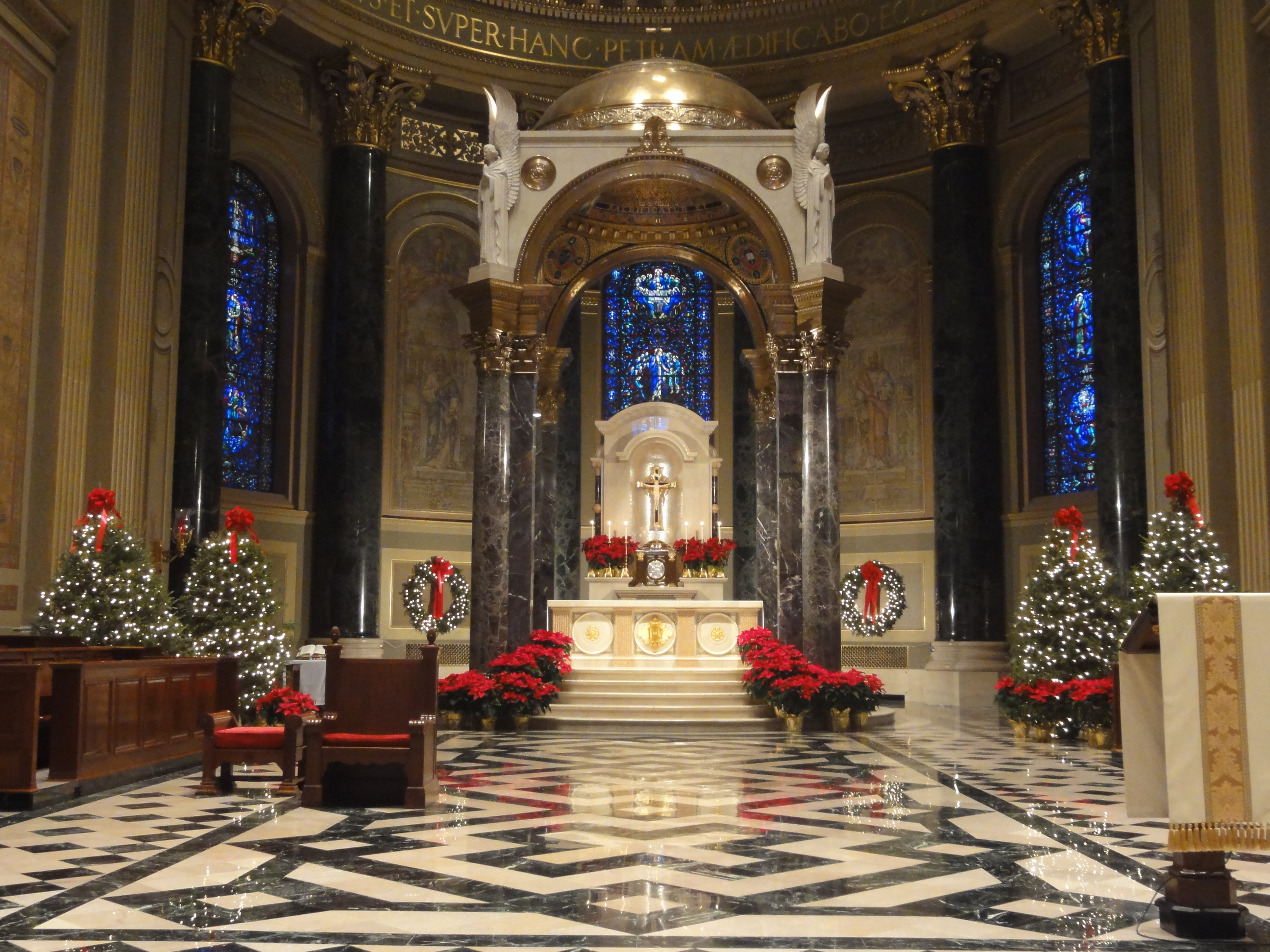
Altar

Die Kathedralbasilika St. Peter und Paul (englisch Cathedral Basilica of Sts. Peter and Paul) ist eine römisch-katholische Kirche in Philadelphia, Hauptstadt des US-amerikanischen Bundesstaates Pennsylvania. Die Kathedrale des Erzbistums Philadelphia ist den Aposteln Petrus und Paulus gewidmet, sie trägt den Titel einer Basilica minor und ist als Kulturdenkmal gelistet.

## Geschichte
Als erste katholische Kirche wurde in Philadelphia 1733 St. Joseph erbaut, mit dem Wachstum der katholischen Bevölkerung folgte 1763 die Kirche St. Marien, die 1810 nach Schaffung des Bistums Philadelphia zur ersten Kathedrale erhoben wurde. Der Bischofssitz wurde 1838 in die größere Kirche St. Johann verlegt.
Die heutige Kathedrale wurde zwischen 1846 und 1864 erbaut. Durch den Verzicht auf Kreditaufnahme wurde das Bautempo lange gebremst. Die Kathedrale wurde von Napoleon LeBrun nach Entwürfen von Pfarrer Mariano Muller und Pfarrer John B. Tornatore im Stil der Neorenaissance gestaltet. LeBrun beaufsichtigte das Projekt von 1846 bis 1851, als Notman es bis 1857 übernahm und die Kuppel und die Fassade hinzufügte. Danach wurde der Dom unter der Aufsicht von LeBrun fertiggestellt. Zur Zeit des Kirchenbaus ereigneten sich wiederholt bewaffnete Unruhen gegen die Einwanderer aus Irland und Deutschland, die durch Antikatholizismus und Nativismus motiviert waren und auch zum Abbrennen von Kirchen und dem Einsatz des Militärs führten. Deshalb soll die Kathedrale die sehr hohen Obergadenfenster zum Schutz gegen Vandalismus erhalten haben.
Die Kathedrale ist die größte katholische Kirche in Pennsylvanien und wurde 1971 im National Register of Historic Places eingetragen. 1976 wurde ihr durch Papst Paul VI. zusätzlich der Titel einer Basilica minor verliehen. In der Kathedrale fanden zwei Papstmessen statt, von denen die eine 1979 von Papst Johannes Paul II. und die andere 2015 von Franziskus gefeiert wurde. 2019 wurde die Kirche zum Diözesanheiligtum erklärt.

## Architektur
Die dreischiffige Basilika wurde auf einem kreuzförmigen Grundriss erbaut. Sie hat eine Länge von 90 Metern bei einer Breite von 40 Metern. Die Vierungskuppel erhebt sich über einem Tambour, das Kreuz der Kuppel ragt 63 Meter hoch. Die Kathedrale mit 1000 festen Sitzplätzen ist das größte Bauwerk aus Brownstone und eines der architektonisch bedeutendsten Bauwerke der Stadt Philadelphia.
Die Kathedrale  ist Santi Ambrogio e Carlo in Rom nachempfunden. Die palladianische Fassade und die kupferne Kuppel sind in italienischer Renaissance gehalten, ebenso wie das geräumige Innere mit einer übergroßen Apsis aus Buntglas und rotem Marmor. Ein Ziborium über dem reich verzierten Hauptaltar und die drei Altäre an jedem der Seitenschiffe unterstreichen den Renaissancecharakter. Constantino Brumidi malte 1868 das Deckengemälde Mariä Himmelfahrt in der Kuppel und die runden Porträts der Evangelisten.